# ケードロフ (国境警備艦)
ケードロフ(ロシア語:Кедровキェードラフ)は、ソ連で建造されたロシア連邦の国境警備艦(пограничный сторожевой корабль)である。艦の規模から、しばしばフリゲートに分類される。艦名は、ボリシェヴィキ・ソ連共産党の有力な活動家であったミハイル・ケードロフに因む。

## 概要

### 来歴
ケードロフは、11351号計画「ネレーイ」型国境警備艦の6番艦として計画された。この新型警備艦は極東方面へ集中配備することが予定され、1988年4月4日にはケルチのB・Ye・ブートマ記念ザリーフ造船所第206工場で起工したケードロフも、1988年11月5日付けでソ連国家保安委員会(KGB)国境軍海上部へ編入された。その後、1989年4月30日に進水、この年9月30日には竣工した。
1990年9月27日にはセヴァストーポリを出航、アフリカ大陸沿岸を一周してソ連の極東岸を目指した。ポートサイド、アデン、カムラン湾、ヴラジヴォストークを経由し、11月20日にはペトロパヴロフスク＝カムチャツキーで実働状態に入った。国境や200海里排他的経済水域の警備をその任務とし、場合によっては国境を侵した潜水艦の撃滅や航行船舶の護衛、上陸部隊の安全の確保を行うものとされた。特に、日本海や千島列島(クリル列島)における漁船の違法操業の取締りが目下の主要任務となった。
1991年8月24日にソ連が崩壊すると、ケードロフは他の艦艇とともにロシア連邦の海上国境警備隊に引き継がれた。国の経済の悪化から11351型国境警備艦の活動はあまり積極なものとはなり得なかったが、その中でケードロフは比較的活用された。しかし、最終的に2002年4月24日を以ってケードロフの乗員は解散され、年内にはロシア連邦保安庁から除籍された。翌2003年2月28日には、解体のため中華人民共和国へ曳航された。艦長はアレクサンドル・ヴァシーリエヴィチ2等佐官であった。

### 要綱
ケードロフは、武装としては、短射程艦対空ミサイル・コンプレックスや100 mm両用砲、30 mm多砲身機関砲(近接防禦火器システム)を装備した。レーダーとしてはまず、当時最新型の3次元レーダーMR-760「フレガートMA」が搭載された。対空捜索レーダーはMR-212/201「ヴァイガーチU」、「ヴォールガ」、「キヴァーチ」が搭載された。これに加え、火器管制レーダーとして対空火器管制用のMPZ-301「バーザ」、主砲管制用のMR-114「バールス」、近接防禦火器システム用のMP-123「ヴィーンペル」電子戦装備としてMP-401S「スタールトS」やPK-16が搭載された。水中音響探知システムとしては、MGK-335S「プラーチナS」と可変追跡装置MGK-345「ブローンザ」、水中通信システムMG-26およびMGS-407Kが搭載された。この他、航法機械、各種データー処理機器及び指揮・通信設備、電子戦用設備を搭載していた。また、後甲板にはKa-27などのヘリコプターを搭載するための飛行甲板と格納庫が備えていた。
ガスタービン動力のエンジンは、30 kn以上の速力と、速力14 knにおける4000 浬の航続力とを保障していた。また、外部からの補給なしに30日間行動を続けることが可能であるとされている。